# Bölstjärnen, Dalarna
Bölstjärnen är en sjö i Falu kommun i Dalarna och ingår i Dalälvens huvudavrinningsområde. Sjön har en area på 0,0864 kvadratkilometer och ligger 261,4 meter över havet. Sjön avvattnas av vattendraget Ålhusån.

## Delavrinningsområde
Bölstjärnen ingår i det delavrinningsområde (674489-151289) som SMHI kallar för Ovan 674523-151106. Medelhöjden är 299 meter över havet och ytan är 13,94 kvadratkilometer. Det finns inga avrinningsområden uppströms utan avrinningsområdet är högsta punkten. Ålhusån som avvattnar avrinningsområdet har biflödesordning 3, vilket innebär att vattnet flödar genom totalt 3 vattendrag innan det når havet efter 260 kilometer. Avrinningsområdet består mestadels av skog (73 procent). Avrinningsområdet har 0,54 kvadratkilometer vattenytor vilket ger det en sjöprocent på 3,9 procent.